# Sépikaha
Sépikaha est une ancienne localité du Nord de la Côte d'Ivoire appartenant au département de Katiola, région du Hambol, District de la Vallée du Bandama. La localité de Sépikaha est un chef-lieu de commune. Sa végétation est la savane arborée. Les principales cultures industrielles sont le coton et l'anacarde ; quant aux cultures vivrières ce sont l'igname, le manioc, le maïs, et l'arachide. Après les subdivisions administratives de 2011 de la Côte d'Ivoire, la commune n'est plus considérée comme une.